# Castelnau-de-Mandailles
Castelnau-de-Mandailles – miejscowość i gmina we Francji, w regionie Oksytania, w departamencie Aveyron. W 2013 roku jej populacja wynosiła 561 mieszkańców. Przez teren gminy przepływa rzeka Lot oraz potok Boralde de Saint-Chély-d’Aubrac. 

## Zabytki
Zabytki w miejscowości posiadające status monument historique:
- kościół św. Juliana (fr. Église Saint-Julien)